# Postenkette
Eine Postenkette beschreibt eine Wachbesetzung, insbesondere beim Militär sowie der Polizei, deren Zweck ganz allgemein darin besteht, einen Bereich gegen „Durchdringen“ gegnerischer Personen, z. B. feindliche Soldaten, Demonstranten, oder ähnlichen zu sichern.
Eine Postenkette kann dabei offen oder geschlossen sein.

## Offene Postenkette
Offene Postenketten werden insbesondere dann eingesetzt, wenn ein großer Bereich mit verhältnismäßig wenig Personal gegen verhältnismäßig wenig Personen gesichert werden muss.
Dabei ist es ausreichend, dass jeder Soldat oder allgemeiner Wachhabende einen gewissen Bereich überblicken kann.
Beispiele für den Einsatz offener Postenketten sind beispielsweise im militärischen Feld bei der Sicherung der Hauptkampflinie oder im Grenzschutz, wenn nicht mit einem massenhaften Ansturm von Personen gerechnet werden muss, sondern mit vereinzelten Durchdringungsversuchen (z. B. illegale Grenzübertritte). Auch in den nationalsozialistischen Konzentrationslagern kamen offene Postenketten zur Bewachung der Häftlinge zum Einsatz.

## Geschlossene Postenkette

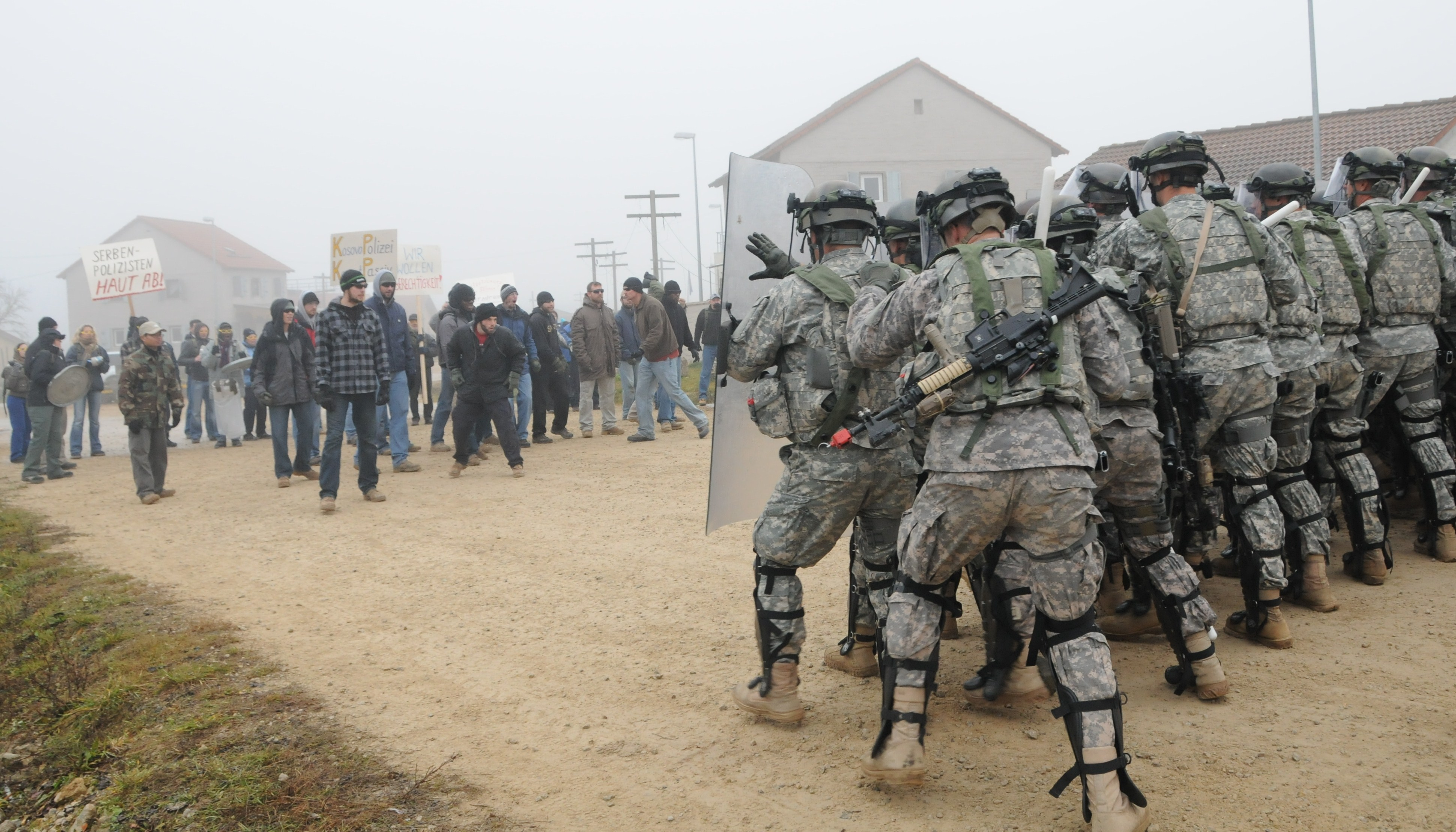
Geschlossene Postenkette der US-Armee bei einer Übung (Truppenübungsplatz Hohenfels)

Geschlossene Postenketten werden eingesetzt, wenn ein relativ kleiner Bereich gegen verhältnismäßig viele Personen gesichert werden muss. Dabei kommen in auf den kurzen Abschnitt verhältnismäßig viele Personen zum Einsatz, um die Postenkette dicht zu halten.
Beispiele für den Einsatz geschlossener Postenketten sind Polizeiabsperrungen bei Demonstrationen, wo damit gerechnet werden muss, dass massenweise Demonstranten einen geballten Durchbruchversuch starten. Diese Art der Postenkette wird auch als „Crowd and Riot Control“ bezeichnet.

## Postenketten in Konzentrationslagern
In den nationalsozialistischen Konzentrationslagern wurden Postenketten als Instrument zur Terrorisierung und Ermordung von Häftlingen missbraucht. Dabei bildeten die Wachen eine offene Postenkette zur Absicherung der Arbeitsstelle. Durch Terror, beispielsweise durch Prügel oder durch Diensthunde, welche auf die Häftlinge gehetzt wurden, zwang man diese, in die Postenkette zu laufen, wo sie „auf der Flucht“ erschossen wurden oder in den elektrisch geladenen Draht gelangten.